# Paris Saint-Germain Football Club 2019-2020 (femminile)
Questa voce raccoglie le informazioni riguardanti la squadra femminile del Paris Saint-Germain nelle competizioni ufficiali della stagione 2019-2020.

## Maglie e sponsor
Lo sponsor tecnico per la stagione 2019-2020 è Nike, mentre lo sponsor ufficiale è Accor con il proprio programma fedeltà Accor Live Limitless. La prima maglia registra il ritorno del palo biancorosso su sfondo blu, per un design più vicino a quello tradizionale ideato da Daniel Hechter. La seconda maglia, marchiata Air Jordan, è rossa con inserti neri. La terza è bianca con una banda verticale rossoblu sul lato destro. La quarta, marchiata anche questa Air Jordan, è nera con un palo tricolore (blu, bianco, rosso).
| Casa | Trasferta | Terza | Quarta |

## Organigramma societario
Area tecnica
- Allenatore: Olivier Echouafni
- Vice allenatore:
- Preparatore dei portieri: Bruno Valencony
- Preparatore atletico:
- Medico sociale:
- Fisioterapista:
- Coordinatore:

## Rosa
| N. |                        | Ruolo | Calciatrice             |
| -- | ---------------------- | ----- | ----------------------- |
| 1  | Polonia (bandiera)     | P     | Katarzyna Kiedrzynek    |
| 2  | Svezia (bandiera)      | D     | Hanna Glas              |
| 4  | Polonia (bandiera)     | D     | Paulina Dudek           |
| 5  | Stati Uniti (bandiera) | D     | Alana Cook              |
| 6  | Brasile (bandiera)     | A     | Luana                   |
| 7  | Francia (bandiera)     | C     | Aminata Diallo          |
| 8  | Francia (bandiera)     | C     | Grace Geyoro            |
| 9  | Francia (bandiera)     | A     | Marie-Antoinette Katoto |
| 10 | Danimarca (bandiera)   | A     | Nadia Nadim             |
| 11 | Francia (bandiera)     | A     | Kadidiatou Diani        |
| 12 | Canada (bandiera)      | D     | Ashley Lawrence         |
| 13 | Germania (bandiera)    | C     | Sara Däbritz            |

| N. |                      | Ruolo | Calciatrice        |
| -- | -------------------- | ----- | ------------------ |
| 14 | Spagna (bandiera)    | D     | Irene Paredes      |
| 15 | Norvegia (bandiera)  | A     | Karina Sævik       |
| 17 | Francia (bandiera)   | D     | Ève Périsset       |
| 18 | Francia (bandiera)   | C     | Lina Boussaha      |
| 19 | Francia (bandiera)   | A     | Annahita Zamanian  |
| 20 | Francia (bandiera)   | D     | Perle Morroni      |
| 21 | Francia (bandiera)   | C     | Sandy Baltimore    |
| 22 | Danimarca (bandiera) | A     | Signe Bruun        |
| 23 | Canada (bandiera)    | A     | Jordyn Huitema     |
| 24 | Brasile (bandiera)   | C     | Formiga (capitano) |
| 27 | Francia (bandiera)   | C     | Léa Khelifi        |

## Calciomercato

### Sessione estiva
| Acquisti | Acquisti          | Acquisti            | Acquisti   |
| R.       | Nome              | da                  | Modalità   |
| -------- | ----------------- | ------------------- | ---------- |
| P        | Arianna Criscione |                     | definitivo |
| D        | Bénédicte Simon   | Stade Reims         | definitivo |
| C        | Sara Däbritz      | Bayern Monaco       | definitivo |
| C        | Léa Khelifi       | Metz                | definitivo |
| C        | Karina Sævik      | Kolbotn             | definitivo |
| A        | Jordyn Huitema    | Vancouver Whitecaps | definitivo |
| A        | Nadia Nadim       | Manchester City     | definitivo |

| Cessioni | Cessioni            | Cessioni             | Cessioni   |
| R.       | Nome                | a                    | Modalità   |
| -------- | ------------------- | -------------------- | ---------- |
| P        | Charlotte Voll      | Sand                 | definitivo |
| D        | Emma Berglund       | Kopparbergs/Göteborg | definitivo |
| D        | Daiane Limeira      | Tacón                | definitivo |
| D        | Bénédicte Simon     | Stade Reims          | prestito   |
| C        | Kenza Allaoui       | Orléans              | definitivo |
| C        | Andrine Hegerberg   | Roma                 | definitivo |
| C        | Anissa Lahmari      | Soyaux               | definitivo |
| C        | Wang Shuang         | Wuhan Chedu Jiangda  | definitivo |
| A        | Melike Pekel        | Metz                 | definitivo |
| A        | Davinia Vanmechelen | Twente               | definitivo |

### Sessione invernale
| Acquisti | Acquisti | Acquisti      | Acquisti   |
| R.       | Nome     | da            | Modalità   |
| -------- | -------- | ------------- | ---------- |
| A        | Luana    | Hwacheon KSPO | definitivo |

| Cessioni | Cessioni          | Cessioni    | Cessioni   |
| R.       | Nome              | a           | Modalità   |
| -------- | ----------------- | ----------- | ---------- |
| C        | Aminata Diallo    | Utah Royals | prestito   |
| C        | Annahita Zamanian | Juventus    | definitivo |

## Risultati

### Division 1

#### Girone di andata
| Arbitro: | Camille Soriano |

|                                                                    |           |  |
| Katoto 1’, 33’ Glas 35’ Diani 51’ Geyoro 61’ Nadim 66’ Däbritz 72’ | Marcatori |  |

| Arbitro: | Savina Elbour |

|            |           |                                                   |
| Gordon 59’ | Marcatori | 53’, 66’, 74’, 92’ Diani 60’ Katoto 90+4’ Däbritz |

| Arbitro: | Elodie Coppola |

|                                                      |           |  |
| Nadim 36’ Baltimore 48’ Huitema 81’ Diani 85’ (rig.) | Marcatori |  |

| Arbitro: | Victoria Beyer |

|                                 |           |  |
| Katoto 42’ Geyoro 43’ Nadim 70’ | Marcatori |  |

| Arbitro: | Solenne Bartnik |

|  |           |                      |
|  | Marcatori | 4’ Däbritz 43’ Diani |

| Arbitro: | Savina Elbour |

|                 |           |  |
| Katoto 33’, 55’ | Marcatori |  |

| Arbitro: | Maïka Vanderstichel |

|  |           |                                                          |
|  | Marcatori | 13’, 36’ Katoto 27’ Périsset 55’ Geyoro 69’ (rig.) Nadim |

| Arbitro: | Solenne Bartnik |

|             |           |                  |
| Däbritz 51’ | Marcatori | 72’ (aut.) Dudek |

| Arbitro: | Victoria Beyer |

|             |           |  |
| Kumagai 49’ | Marcatori |  |

| Arbitro: | Solenne Bartnik |

|            |           |                                |
| Feller 25’ | Marcatori | 49’ Dudek 64’ Geyoro 78’ Diani |

| Arbitro: | Maïka Vanderstichel |

|              |           |                   |
| Lawrence 45’ | Marcatori | 69’ (aut.) Geyoro |

#### Girone di ritorno
| Arbitro: | Elodie Coppola |

|  |           |                                     |
|  | Marcatori | 25’ Katoto 46’ Khelifi 74’ Lawrence |

| Arbitro: | Victoria Beyer |

|                                                                                       |           |  |
| Diani 5’, 32’, 45’ Nadim 10’, 37’ Katoto 22’, 40’, 57’ Formiga 29’ Baltimore 70’, 79’ | Marcatori |  |

| Arbitro: | Camille Soriano |

|                                                  |           |            |
| Khelifi 1’ Katoto 33’, 41’, 83’ Nadim 49’ (rig.) | Marcatori | 58’ Gordon |

| Arbitro: | Elodie Coppola |

|  |           |                                |
|  | Marcatori | 8’ Nadim 41’ Geyoro 42’ Katoto |

| Arbitro: | Victoria Beyer |

|                       |           |                                                        |
| Oparanozie 81’ (rig.) | Marcatori | 20’ (rig.) Diani 21’ Lawrence 83’ Geyoro 90’ Baltimore |

| Parigi 14 marzo 2020, ore CET 17ª giornata | Paris Saint-Germain | – Annullata | Olympique Lione | Stadio Jean Bouin |

| 28 marzo 2020, ore CET 18ª giornata | Digione | – Annullata | Paris Saint-Germain |  |

| Parigi 4 aprile 2020, ore 15:00 CEST 19ª giornata | Paris Saint-Germain | – Annullata | Stade Reims | Stadio Jean Bouin |

| Montpellier 18 aprile 2020, ore CEST 20ª giornata | Montpellier | – Annullata | Paris Saint-Germain |  |

| 16 maggio 2020, ore CEST 21ª giornata | Bordeaux | – Annullata | Paris Saint-Germain |  |

| Parigi 30 maggio 2020, ore CEST 22ª giornata | Paris Saint-Germain | – Annullata | Fleury | Stadio Jean Bouin |

### Coppa di Francia
| Arbitro: | Charlène Laur |

|  |           | |
|  | Marcatori | 14’ Katoto 25’ Lawrence 32’ Nadim 45’ Khelifi 56’ Geyoro 65’ Paredes 84’ (rig.), 91’ Boussaha 88’ Baltimore |

| Arbitro: | Maika Vanderstichel |

|  |           |                                                 |
|  | Marcatori | 9’, 15’ Katoto 11’, 83’ Boussaha 18’, 86’ Sævik |

| Arbitro: | Alexandra Collin |

|            |           |                            |
| Cousin 10’ | Marcatori | 11’, 50’ Nadim 40’ Khelifi |

| Arbitro: | Alexandra Collin |

|             |           |                       |
| Snoeijs 23’ | Marcatori | 55’ Paredes 84’ Bruun |

| Arbitro: | Victoria Beyer |

|                                        |                      |                                    |
| Majri Marozsán Renard Le Sommer Bronze | Tiri di rigore 4 – 3 | Nadim Däbritz Bruun Endler Khélifi |

### Supercoppa di Francia
| Arbitro: | Marie-Soleil Beaudoin |

|                                              |                      |                                   |
| Majri 31’                                    | Marcatori            | 43’ Nadim                         |
| Majri Mbock Bathy Le Sommer Hegerberg Renard | Tiri di rigore 4 – 3 | Katoto Däbritz Diani Dudek Geyoro |

### UEFA Women's Champions League
| Arbitro: | Lina Lehtovaara |

|  |           |                                                                       |
|  | Marcatori | 7’ (rig.), 32’, 61’ Katoto 41’ Formiga 47’ Diani 90+3’, 90+5’ Huitema |

| Parigi 26 settembre 2019, ore 20:30 CEST Sedicesimi di finale - Ritorno | Paris Saint-Germain | 0 – 0 referto | Braga | Stadio Jean Bouin\| Arbitro: \| Sara Persson \| |
| Arbitro:                                                                | Sara Persson        |               |       |                                                 |

| Arbitro: | Olga Zadinová |

|  |           |                                              |
|  | Marcatori | 10’ Sævik 18’ Formiga 29’ Katoto 90+2’ Dudek |

| Arbitro: | Tess Olofsson |

|                             |           |                      |
| Huitema 6’, 78’ Diani 90+3’ | Marcatori | 45+1’ Þorvaldsdóttir |

| Arbitro: | Esther Staubli |

|          |           |                      |
| Mead 39’ | Marcatori | 15’ Katoto 77’ Bruun |

| Arbitro: | Anastasija Pustovojtova |

|  |           |            |
|  | Marcatori | 67’ Renard |

## Statistiche

### Statistiche di squadra
| Competizione          | Punti | In casa | In casa | In casa | In casa | In casa | In casa | In trasferta | In trasferta | In trasferta | In trasferta | In trasferta | In trasferta | Totale | Totale | Totale | Totale | Totale | Totale | DR  |
| Competizione          | Punti | G       | V       | N       | P       | Gf      | Gs      | G            | V            | N            | P            | Gf           | Gs           | G      | V      | N      | P      | Gf     | Gs     | DR  |
| --------------------- | ----- | ------- | ------- | ------- | ------- | ------- | ------- | ------------ | ------------ | ------------ | ------------ | ------------ | ------------ | ------ | ------ | ------ | ------ | ------ | ------ | --- |
| Division 1            | 41    | 8       | 6       | 2       | 0       | 34      | 3       | 8            | 7            | 0            | 1            | 26           | 4            | 16     | 13     | 2      | 1      | 60     | 7      | +53 |
| Coppa di Francia      | -     | 0       | 0       | 0       | 0       | 0       | 0       | 5            | 4            | 1            | 0            | 20           | 2            | 5      | 4      | 1      | 0      | 20     | 2      | +18 |
| Supercoppa di Francia | -     | -       | -       | -       | -       | -       | -       | -            | -            | -            | -            | -            | -            | 1      | 0      | 1      | 0      | 1      | 1      | 0   |
| Champions League      | -     | 2       | 1       | 1       | 0       | 3       | 1       | 2            | 2            | 0            | 0            | 11           | 0            | 4      | 3      | 1      | 0      | 14     | 1      | +13 |
| Totale                | -     | 10      | 7       | 3       | 0       | 37      | 4       | 15           | 13           | 1            | 1            | 57           | 6            | 26     | 20     | 5      | 1      | 95     | 11     | +84 |

### Andamento in campionato
| Giornata  | 1 | 2 | 3 | 4 | 5 | 6 | 7 | 8 | 9 | 10 | 11 | 12 | 13 | 14 | 15 | 16 | 17 | 18 | 19 | 20 | 21 | 22 |
| --------- | - | - | - | - | - | - | - | - | - | -- | -- | -- | -- | -- | -- | -- | -- | -- | -- | -- | -- | -- |
| Luogo     | C | T | C | C | T | C | T | C | T | T  | C  | T  | C  | C  | T  | T  | C  | T  | C  | T  | T  | C  |
| Risultato | V | V | V | V | V | V | V | N | P | V  | N  | V  | V  | V  | V  | V  | -  | -  | -  | -  | -  | -  |
| Posizione | 1 | 1 | 1 | 1 | 1 | 1 | 1 | 2 | 2 | 2  | 2  | 2  | 2  | 2  | 2  | 2  | -  | -  | -  | -  | -  | -  |

Legenda:

Luogo: C = Casa; T = Trasferta. Risultato: V = Vittoria; N = Pareggio; P = Sconfitta.

### Statistiche delle giocatrici
| Giocatore     | Division 1 | Division 1 | Division 1  | Division 1 | Coppa di Francia | Coppa di Francia | Coppa di Francia | Coppa di Francia | Supercoppa di Francia | Supercoppa di Francia | Supercoppa di Francia | Supercoppa di Francia | Champions League | Champions League | Champions League | Champions League | Totale   | Totale | Totale      | Totale     |
| Giocatore     | Presenze   | Reti       | Ammonizioni | Espulsioni | Presenze         | Reti             | Ammonizioni      | Espulsioni       | Presenze              | Reti                  | Ammonizioni           | Espulsioni            | Presenze         | Reti             | Ammonizioni      | Espulsioni       | Presenze | Reti   | Ammonizioni | Espulsioni |
| ------------- | ---------- | ---------- | ----------- | ---------- | ---------------- | ---------------- | ---------------- | ---------------- | --------------------- | --------------------- | --------------------- | --------------------- | ---------------- | ---------------- | ---------------- | ---------------- | -------- | ------ | ----------- | ---------- |
| R. Bachmann   | -          | -          | -           | -          | 1                | 0                | ?                | ?                | -                     | -                     | -                     | -                     | -                | -                | -                | -                | 1        | 0      | 0+          | 0+         |
| S. Baltimore  | 9          | 4          | ?           | ?          | 4                | 1                | ?                | ?                | 0                     | 0                     | ?                     | ?                     | 3                | 0                | ?                | ?                | 16       | 5      | ?           | ?          |
| V. Becho      | -          | -          | -           | -          | 1                | 0                | 0                | 0                | -                     | -                     | -                     | -                     | -                | -                | -                | -                | 1        | 0      | 0           | 0          |
| L. Boussaha   | 1          | 0          | ?           | ?          | 3                | 4                | ?                | ?                | -                     | -                     | -                     | -                     | 3                | 0                | ?                | ?                | 7        | 4      | 0+          | 0+         |
| S. Bruun      | -          | -          | -           | -          | 1                | 1                | ?                | ?                | -                     | -                     | -                     | -                     | -                | -                | -                | -                | 1        | 1      | 0+          | 0+         |
| A. Cook       | 5          | 0          | ?           | ?          | 2                | 0                | ?                | ?                | 0                     | 0                     | ?                     | ?                     | 4                | 0                | ?                | ?                | 11       | 0      | ?           | ?          |
| A. Criscione  | 0          | 0          | 0           | 0          | -                | -                | -                | -                | -                     | -                     | -                     | -                     | -                | -                | -                | -                | 0        | 0      | 0           | 0          |
| A. Diallo     | 8          | 0          | ?           | ?          | -                | -                | -                | -                | 0                     | 0                     | ?                     | ?                     | 3                | 0                | ?                | ?                | 11       | 0      | 0+          | 0+         |
| S. Däbritz    | 9          | 4          | ?           | ?          | 1                | 0                | ?                | ?                | 1                     | 0                     | ?                     | ?                     | 2                | 0                | ?                | ?                | 13       | 4      | ?           | ?          |
| K. Diani      | 16         | 12         | -           | -          | 3                | 0                | -                | -                | 1                     | 0                     | 0                     | 0                     | 2                | 2                | -                | -                | 22       | 14     | 0           | 0          |
| P. Dudek      | 15         | 1          | 0           | 0          | 3                | 0                | 0                | 0                | 1                     | 0                     | ?                     | ?                     | 1                | 1                | ?                | ?                | 20       | 2      | 0+          | 0+         |
| C. Endler     | 12         | -?         | 0           | 0          | 2                | -?               | 0                | 0                | 1                     | -1                    | 0                     | 0                     | 2                | -?               | -                | -                | 17       | -1+    | 0           | 0          |
| T. Eninger    | -          | -          | -           | -          | -                | -                | -                | -                | -                     | -                     | -                     | -                     | 0                | 0                | 0                | 0                | 0        | 0      | 0           | 0          |
| Formiga       | 12         | 1          | ?           | ?          | 2                | 0                | ?                | ?                | 1                     | 0                     | ?                     | ?                     | 2                | 2                | ?                | ?                | 17       | 3      | ?           | ?          |
| G. Geyoro     | 16         | 6          | 0           | 0          | 3                | 1                | ?                | ?                | 1                     | 0                     | ?                     | ?                     | 1                | 0                | ?                | ?                | 21       | 7      | 0+          | 0+         |
| H. Glas       | 5          | 1          | ?           | ?          | 3                | 0                | ?                | ?                | 1                     | 0                     | ?                     | ?                     | 2                | 0                | ?                | ?                | 11       | 1      | ?           | ?          |
| J. Huitema    | 11         | 1          | ?           | ?          | 2                | 0                | ?                | ?                | 1                     | 0                     | ?                     | ?                     | 4                | 4                | ?                | ?                | 18       | 5      | ?           | ?          |
| M. Katoto     | 16         | 16         | 0           | 0          | 3                | 3                | ?                | ?                | 1                     | 0                     | ?                     | ?                     | 2                | 4                | ?                | ?                | 22       | 23     | 0+          | 0+         |
| L. Khelifi    | 7          | 2          | ?           | ?          | 3                | 2                | ?                | ?                | -                     | -                     | -                     | -                     | 3                | 0                | ?                | ?                | 13       | 4      | 0+          | 0+         |
| K. Kiedrzynek | 5          | -1         | ?           | ?          | 2                | -?               | ?                | ?                | 0                     | 0                     | 0                     | 0                     | 2                | -?               | ?                | ?                | 9        | -1+    | 0+          | 0+         |
| A. Lawrence   | 9          | 3          | ?           | ?          | 2                | 1                | ?                | ?                | 1                     | 0                     | ?                     | ?                     | 3                | 0                | ?                | ?                | 15       | 4      | ?           | ?          |
| Luana         | 3          | 0          | ?           | ?          | 0                | 0                | ?                | ?                | -                     | -                     | -                     | -                     | -                | -                | -                | -                | 3        | 0      | 0+          | 0+         |
| P. Morroni    | 12         | 0          | ?           | ?          | 3                | 0                | ?                | ?                | 1                     | 0                     | ?                     | ?                     | 2                | 0                | ?                | ?                | 18       | 0      | ?           | ?          |
| N. Nadim      | 13         | 8          | ?           | ?          | 3                | 3                | ?                | ?                | 1                     | 1                     | ?                     | ?                     | 4                | 0                | ?                | ?                | 21       | 12     | ?           | ?          |
| I. Paredes    | 14         | 0          | ?           | ?          | 4                | 2                | ?                | ?                | 1                     | 0                     | ?                     | ?                     | 3                | 0                | ?                | ?                | 22       | 2      | ?           | ?          |
| È. Périsset   | 12         | 1          | ?           | ?          | 0                | 0                | 0                | 0                | 1                     | 0                     | ?                     | ?                     | 1                | 0                | ?                | ?                | 14       | 1      | 0+          | 0+         |
| K. Sævik      | 11         | 0          | ?           | ?          | 2                | 2                | ?                | ?                | 0                     | 0                     | 0                     | 0                     | 4                | 1                | ?                | ?                | 17       | 3      | 0+          | 0+         |
| C. Voll       | -          | -          | -           | -          | 0                | 0                | 0                | 0                | -                     | -                     | -                     | -                     | -                | -                | -                | -                | 0        | 0      | 0           | 0          |
| A. Zamanian   | 0          | 0          | 0           | 0          | 0                | 0                | 0                | 0                | -                     | -                     | -                     | -                     | 2                | 0                | 0                | 0                | 2        | 0      | 0           | 0          |